# Hôtel de ville de Pontefract
L'hôtel de ville de Pontefract (pontefract Town Hall en anglais) est le siège du conseil municipal de Pontefract (Pontefract Town Council) et de ses services. L'hôtel de ville, situé dans la ville de Pontefract, dans le Nord de l'Angleterre.  Il a été construit en 1882.

## voir également
- Ancien hôtel de ville de Pontefract